# Maria Königin des Friedens (Homs)

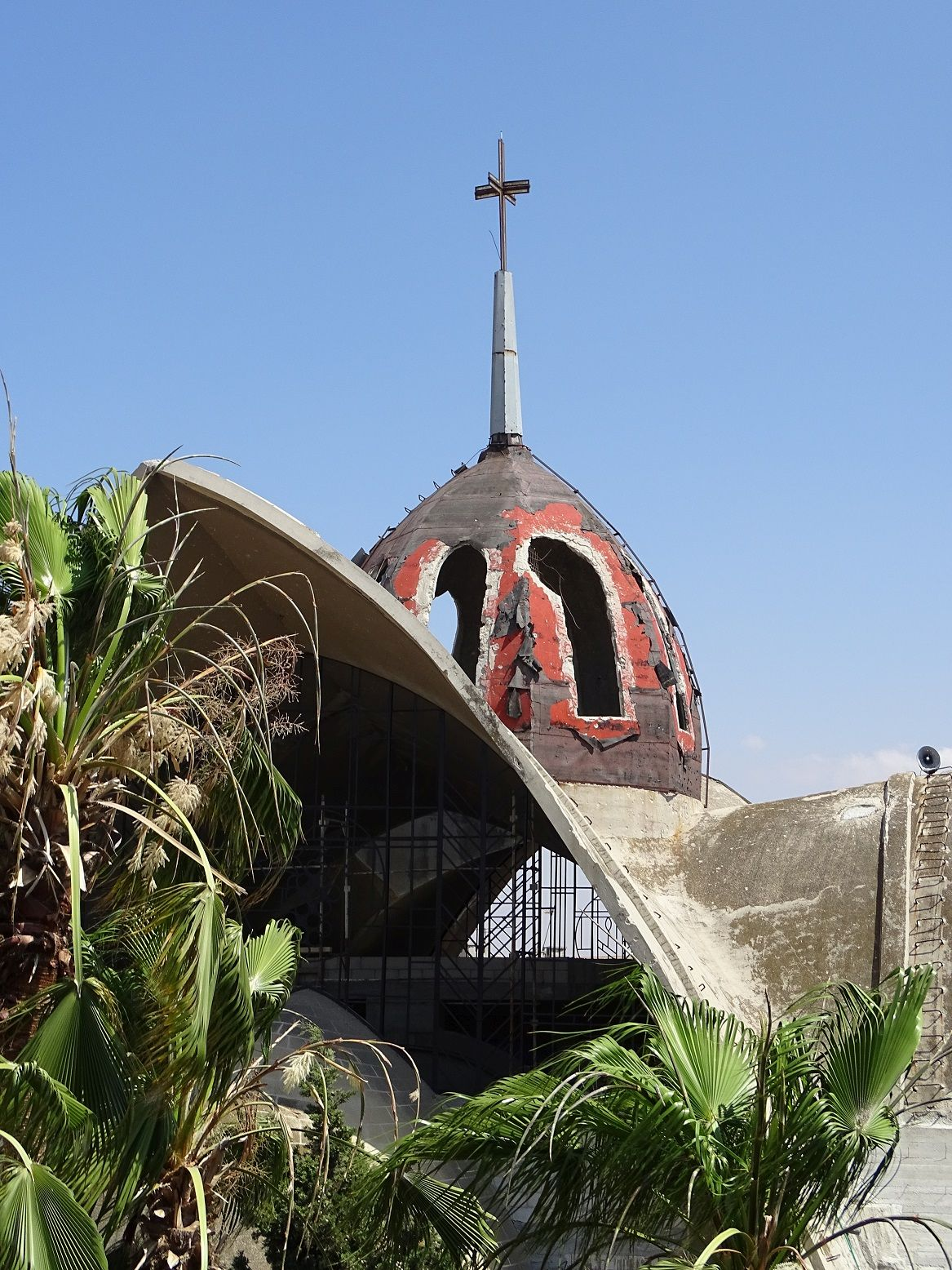
Kathedrale Maria Königin des Friedens mit Kriegsschäden, 2017

Die Kirche Maria Königin des Friedens oder Kirche Unserer Frau vom Frieden (arabisch كنيسة سيدة السلام) ist die Kathedrale der Erzeparchie Homs der melkitischen griechisch-katholischen Kirche in Homs in Syrien. Im Bürgerkrieg in Syrien diente die Kirche von 2011 bis 2014 als Rebellenhauptquartier und wurde schwer beschädigt, aber in den Jahren von 2016 bis 2019 restauriert.

## Standort
Die Kirche steht in der Altstadt von Homs an der Straße Escada (اسكادا). Sie wurde in einem modernen, nach den Worten des Paters Abdullah Qamz „westlichen“ Stil errichtet und ist die größte und auffälligste Kirche in Homs. Sie besitzt ein steiles, kreuzförmiges und über den vier Giebeln weit überstehende Dach. In der Mitte hat sie eine Kuppel, auf der ein dreidimensionales Kreuz mit drei Balken sitzt.

## Geschichte
Die Kirche wurde 1970 unter Anleitung italienischer Ingenieure errichtet. 1986 und 1987 wurden einige Ikonen und Wandgemälde hinzugefügt.
Im Bürgerkrieg in Syrien diente der Gebäudekomplex der Kathedrale von April 2011 bis Mai 2014 als Hauptquartier einer Rebellengruppe in Homs. Im Haus des Erzbischofs und im Innenhof befand sich ein Feldlazarett, in dem verwundete islamistische Kämpfer behandelt wurden. Der melkitische Erzbischof Jean-Abdo Arbach von Homs floh in das Nachbardorf Zeidal. Anfang Mai 2014 eroberte die syrische Armee das Stadtzentrum von Homs zurück, und am 8. Mai 2014 besichtigte der Erzbischof mit einer Delegation die schwer beschädigte Kirche. Wenige Minuten nachdem die Delegation die Kirche verlassen hatte, explodierte eine große Zeitbombe mit 200 kg TNT, die innerhalb der Kanzel installiert worden war. Hierbei wurde niemand verletzt, doch erlitten die Grundmauern des Gebäudes weitere schwere Schäden.
Das Dach der Kirche hatte mehrere 1 bis 7 m große Löcher, und die farbigen Glasfenster waren zerstört. Die Wände mit ihren Malereien waren von Ruß schwarz, die Ikonen gestohlen oder zerstört. Das Kirchengestühl diente den Rebellen als Heizmaterial. Die Gebeine aus den Gräbern in der Krypta waren auf dem Fußboden verteilt. Andererseits fanden die Kirchenleute ein nahezu intaktes Feldlazarett und zahlreiche Arzneimittel vor.
Das melkitische Bistum Homs stand 2014 vor der Frage, ob die Ruine abgetragen werden und einem Kirchenneubau weichen oder ob die Kirche restauriert werden sollte. Nach eingehenden Untersuchungen fiel die Entscheidung für eine Restauration. 2016 wurde in der Kirchenruine erstmals wieder eine Erstkommunion gefeiert. Am 1. Dezember 2017 wurde der wieder errichtete Altar konsekriert. Im Januar 2018, nach zwei Jahren Bauzeit mit finanzieller Unterstützung von Kirche in Not (Aid to the Church in Need, ACN International), war das Gebäude weitgehend fertig. Für die Wiederherstellung der Wandmalereien und die Restauration der Ikonen wurde der Künstler Ayman Bitar beschäftigt. Im November 2019 waren die Innenarbeiten nach Aussage von Pater Abdullah Qamz zu 95 % fertig.
Am 20. Dezember 2019 trat in der Kirche erstmals seit Beginn des Bürgerkrieges der „Chor der Freude“ aus Damaskus von der melkitischen Kirche Unserer Frau von Damaskus auf und trug gregorianische Choräle vor. Neben dem Chorleiter Riad Moawad war auch der bekannte Gründer des Chors, Elias Zahlawi, anwesend.

## Bistum und Bischof
Die griechisch-katholische Kathedrale von Homs ist Sitz der Griechisch-Melkitschen Erzeparchie Homs, in einer erweiterten Namensform Erzeparchie Homs-Hama-Yabrud (Archidioecesis Hemesena-Epiphaniensis-Iabrudensis Graecorum Melkitarum), die dem Melkitischen Patriarchat von Antiochien mit etwa 25.000 Gläubigen in 21 Parochien mit 18 Priestern. Eparch ist seit dem 23. Juni 2012 der 1952 geborene Erzbischof Jean-Abdo Arbach. Obwohl sich der Bischofssitz also hier an der Maria-Königin-Kirche in Homs befindet, ist im Erzbistum eine zweite Kathedrale (Konkathedrale) mit demselben Erzbischof verzeichnet, nämlich die Kathedrale der Heiligen Konstantin und Helena in Yabrud (jedoch keine in Hama).